# Paris (Missouri)
Paris és una població dels Estats Units a l'estat de Missouri. Segons el cens del 2000 tenia 1.529 habitants.

## Demografia
Segons el cens del 2000, Paris tenia 1.529 habitants, 603 habitatges, i 364 famílies. La densitat de població era de 476,1 habitants per km².
Dels 603 habitatges en un 27% hi vivien nens de menys de 18 anys, en un 48,4% hi vivien parelles casades, en un 9,1% dones solteres, i en un 39,6% no eren unitats familiars. En el 36,3% dels habitatges hi vivien persones soles el 22,6% de les quals corresponia a persones de 65 anys o més que vivien soles. El nombre mitjà de persones vivint en cada habitatge era de 2,32 i el nombre mitjà de persones que vivien en cada família era de 3,03.
Per edats la població es repartia de la següent manera: un 22,8% tenia menys de 18 anys, un 7,3% entre 18 i 24, un 21,4% entre 25 i 44, un 20% de 45 a 60 i un 28,5% 65 anys o més.
L'edat mediana era de 44 anys. Per cada 100 dones de 18 o més anys hi havia 77,7 homes.
La renda mediana per habitatge era de 29.556 $ i la renda mediana per família de 36.917 $. Els homes tenien una renda mediana de 27.813 $ mentre que les dones 18.580 $. La renda per capita de la població era de 14.980 $. Entorn del 5,8% de les famílies i el 10,4% de la població estaven per davall del llindar de pobresa.

## Poblacions més properes
El següent diagrama mostra les poblacions més properes.